# Puchar Zdobywców Pucharów (1993/1994)
XXXIV Puchar Europy Zdobywców Pucharów 1993/1994

(ang. European Cup Winners’ Cup)

## 1/32 finału
| Karpaty Lwów – Shelbourne FC 1:0 i 1:3 1 18.08 1993 1:0 Jewtuszok 84 2 01.09 1993 0:1 Costello 9, 0:2 Mooney 67, 0:3 Izzi 76, 1:3 Mazur 88                                                                                     |
| RAF Jelgava – HB Tórshavn 1:0 i 0:3vo 1 17.08 1993 1:0 Kozlov 60 2 01.09 1993 walkower w rewanżu przyznano walkower dla klubu HB, gdyż RAF Jelgava nie przybył na mecz                                                         |
| Sliema Wanderers – Degerfors IF 1:3 i 0:3 1 18.08 1993 0:1 Ottosson 6, 0:2 Ottosson 30, 0:3 Fröberg 52, 1:3 Gregory 67 2 02.09 1993 0:1 Ottosson 3, 0:2 Fröberg 15, 0:3 Eriksson 63k                                           |
| Bangor F.C. – APOEL FC 1:1 i 1:2 1 17.08 1993 1:0 McEvoy 24, 1:1 Sotiriou 45 2 01.09 1993 1:0 Glendining 4, 1:1 Mihajlović 15, 1:2 Pounas 69                                                                                   |
| F91 Dudelange – Maccabi Hajfa 0:1 i 1:5 1 17.08 1993 0:1 Mizrahi 39 2 01.09 1993 0:1 Mizrahi 25, 0:2 Kandaurow 32, 0:3 Mizrahi 51k, 0:4 Attar 70, 0:5 Holzmann 74, 1:5 Urhausen 89                                             |
| Knattspyrnufélagið Valur – Myllykosken Pallo-47 3:1 i 1:0 1 17.08 1993 0:1 Rejamäki 34, 1:1 Gregory 52, 2:1 Gregory 59, 3:1 Larusson 70 2 01.09 1993 1:0 Larusson 68                                                           |
| FC Balzers – KS Albpetrol 3:1 i 0:0 1 17.08 1993 1:0 Nusauer 17, 1:1 Kurti 37, 2:1 Strick 47, 3:1 Strick 54 2 01.09 1993 |
| Nikol Tallinn – Lillestrøm SK 0:4 i 1:4 1 17.08 1993 0:1 Karlsson 4, 0:2 Guldbrandsen 8, 0:3 Schiller 37, 0:4 Bjarmann 42 2 01.09 1993 0:1 Guldbrandsen 35, 0:2 Bergdoelmo 38, 0:3 Mjelde 40, 1:3 Arvendas 70, 1:4 MacManus 71 |
| 1. FC Košice – Žalgiris Wilno 2:1 i 1:0 1 17.08 1993 1:0 Danko 20, 2:0 Pobiegajew 40, 2:1??? 83 2 01.09 1993 1:0 Durisa 13 |
| FC Lugano – Nioman Grodno 5:0 i 1:2 1 18.08 1993 1:0 Andrioli 37, 2:0 Subiat 59, 3:0 Fink 68, 4:0 Andrioli 83, 5:0 Penzavali 87 2 01.09 1993 1:0 Subiat 29, 1:1 Sołodownikow 61, 1:2 Mazurczik 70                              |
| NK Publikum Celje – Odense Boldklub 0:1 i 0:0 1 18.08 1993 0:1 Nedergaard 82 2 01.09 1993 |

## 1/16 finału
| CSKA Sofia – FC Balzers 8:0 i 3:1 1 15.09 1993 1:0 Sziszkow 12, 2:0 Sziszkow 21, 3:0 Andonow 41, 4:0 Andonow 52, 5:0 Sziszkow 57, 6:0 Nankow 67k, 7:0 Sziszkow 69, 8:0 Nankow 80 2 29.09 1993 1:0 Andonow 31, 2:0 Tanew 54, 2:1 Küster 63, 3:1 Čirić 90 |
| Real Madryt – FC Lugano 3:0 i 3:1 1 15.09 1993 1:0 Dubovsky 44, 2:0 Michel 66k, 3:0 Fernandez 70s 2 29.09 1993 1:0 Hierro 40, 1:1 Subiat 62, 2:1 Zamorano 78, 3:1 Zamorano 87 (mecz w Zurychu)                                                          |
| Torpedo Moskwa – Maccabi Hajfa 1:0 i 1:3 1 15.09 1993 1:0 Borysow 88 2 28.09 1993 0:1 Mizrahi 6, 1:1 Kałaiczew 12, 1:2 Petz 71, 1:3 Holzmann 85 |
| 1. FC Košice – Beşiktaş JK 2:1 i 0:2 1 15.09 1993 0:1 Sergen 2, 1:1 Danko 70k, 2:1 Danko 78 2 29.09 1993 0:1 Metin 44, Metin 72 |
| Panathinaikos AO – Shelbourne FC 3:0 i 2:1 1 15.09 1993 1:0 Donis 13, 2:0 Saravakos 37, 3:0 K. Warzycha 48 2 29.09 1993 1:0 Georgiadis 26, 2:0 Saravakos 57, 2:1 Mooney 86                                                                              |
| Odense Boldklub – Arsenal F.C. 1:2 i 1:1 1 15.09 1993 1:0 Keown 18s, 1:1 Wright 35, 1:2 Merson 68 2 29.09 1993 0:1 Campbell 52, 1:1 Nielsen 86 |
| Universitatea Krajowa – HB Tórshavn 4:0 i 3:0 1 15.09 1993 1:0 Craioveanu 47, 2:0 Gane 58, 3:0 Gane 71, 4:0 Călin 82 2 29.09 1993 1:0 Gane 27, 2:0 Gane 33, 3:0 Vage 76                                                                                 |
| Tirol Innsbruck – Ferencvárosi TC 3:0 i 2:1 1 15.09 1993 1:0 Danek 48, 2:0 Westerthaler 58, 3:0 Carracedo 65 2 29.09 1993 1:0 Westerthaler 19, 1:1 Detari 50, 2:1 Westerthaler 90                                                                       |
| Standard Liège – Cardiff City 5:2 i 3:1 1 15.09 1993 1:0 Bisconti 13, 1:1 Bird 39, 1:2 Bird 62, 2:2 Wilmots 63, 3:2 Wilmots 84, 4:2 Cruz 71k, 5:2 Asselman 76 2 28.09 1993 1:0 Wilmots 14, 2:0 Lashaf 36, 3:0 Bisconti 50, 3:1 James 59                 |
| APOEL FC – Paris Saint-Germain 0:1 i 0:2 1 14.09 1993 0:1 Sassus 78 2 28.09 1993 0:1 Le Guen 1, 0:2 Gravelaine 32 |
| Hajduk Split – AFC Ajax 1:0 i 0:6 1 17.09 1993 1:0 Mornar 44 (mecz w Ljubljanie) 2 29.09 1993 0:1 R. de Boer 11, 0:2 Davids 36, 0:3 Litmanen 57, 0:4 F. de Boer 61, 0:5 Pettersson 71, 0:6 Davids 76                                                    |
| Lillestrøm SK – Torino Calcio 0:2 i 2:1 1 15.09 1993 0:1 Silenzi 26, 0:2 Jarni 58 2 29.09 1993 0:1 Silenzi 45, 1:1 Sinigaglia 48s, 2:1 Mjelde 58 |
| SL Benfica – GKS Katowice 1:0 i 1:1 1 15.09 1993 1:0 Rui Aguas 88 2 29.09 1993 0:1 Kucz 45, 1:1 Vitor Paneira 70 |
| Bayer 04 Leverkusen – Boby Brno 2:0 i 3:0 1 14.09 1993 1:0 Hapal 32, 2:0 Thom 66 2 29.09 1993 1:0 Kirsten 16, 2:0 Fischer 57, 3:0 Wörns 75 |
| Degerfors IF – AC Parma 1:2 i 0:2 1 15.09 1993 1:0 Berger 72, 1:1 Asprilla 87, 1:2 Asprilla 88 2 29.09 1993 0:1 Bailen 2, 0:2 Brolin 67 |
| Knattspyrnufélagið Valur – Aberdeen F.C. 0:3 i 0:4 1 15.09 1993 0:1 D. Shearer 9, 0:2 Jess 28, 0:3 Jess 56 2 29.09 1993 0:1 Miller 51, 0:2 Jess 60, 0:3 Irvine 65, 0:4 Jess 69                                                                          |

## 1/8 finału
| AFC Ajax – Beşiktaş JK 2:1 i 4:0 1 20.10 1993 0:1 Mehmet 40, 1:1 Rijkaard 60, 2:1 R. de Boer 81 2 02.11 1993 1:0 Litmanen 18, 2:0 Litmanen 76, 3:0 Litmanen 80, 4:0 Pettersson 83                                             |
| Maccabi Hajfa – AC Parma 0:1 i 1:0 (dog), karne 1:3 1 20.10 1993 0:1 Brolin 90 2 03.11 1993 1:0 Mizrahi 51 |
| Tirol Innsbruck – Real Madryt 1:1 i 0:3 1 20.10 1993 0:1 Alfonso 14, 1:1 Streiter 69k 2 03.11 1993 0:1 Michel 6, 0:2 Butragueno 46, 0:3 Alfonso 55                                                                            |
| Torino Calcio – Aberdeen F.C. 3:2 i 2:1 1 20.10 1993 0:1 Paatalainen 9, 0:2 Jess 24, 1:2 Sergio 45, 2:2 Fortunato 51, 3:2 Aguilera 88 2 03.11 1993 0:1 Richardson 12, 1:1 Carbone 39, 2:1 Silenzi 53                          |
| SL Benfica – CSKA Sofia 3:1 i 3:1 1 20.10 1993 1:0 Rui Costa 27, 2:0 Rui Costa 37, 2:1 Andonow 60, 3:1 Schwarz 90 2 03.11 1993 1:0 Rui Costa 32, 1:1 Andonow 56, 2:1 João V. Pinto 73, 3:1 Juran 88                           |
| Arsenal F.C. – Standard Liège 3:0 i 7:0 1 20.10 1993 1:0 Wright 39, 2:0 Merson 50, 3:0 Wright 63 2 03.11 1993 1:0 Smith 2, 2:0 Sealey 20, 3:0 T. Adams 36, 4:0 Campbell 41, 5:0 Merson 73, 6:0 Campbell 79, 7:0 McGoldrick 81 |
| Paris Saint-Germain – Universitatea Krajowa 4:0 i 2:0 1 20.10 1993 1:0 Guerin 12, 2:0 Ginola 17k, 3:0 Călin 60s, 4:0 Valdo 72 2 03.11 1993 1:0 Guerin 29, 2:0 Guerin 48                                                       |
| Panathinaikos AO – Bayer 04 Leverkusen 1:4 i 2:1 1 20.10 1993 0:1 Paulo Sergio 42, 1:1 K. Warzycha 44, 1:2 Thorn 52, 1:3 Kirsten 59, 1:4 Hapal 72 2 03.11 1993 1:0 Saravakos 6k, 2:0 Georgidis 66, 2:1 Kirsten 83             |

## 1/4 finału
| SL Benfica – Bayer 04 Leverkusen 1:1 i 4:4 1 01.03 1994 0:1 Happe 66, 1:1 Isaias 90 2 01.03 1994 0:1 Kirsten 24, 0:2 Schuster 58, 1:2 Abel Xavier 59, 2:2 João V. Pinto 60, 3:2 Kulkow 78, 3:3 Kirsten 80, 3:4 Hapal 81, 4:4 Kulkow 86 |
| Torino Calcio – Arsenal F.C. 0:0 i 0:1 1 02.03 1994 2 15.03 1994 0:1 T. Adams 66 |
| AFC Ajax – AC Parma 0:0 i 0:2 1 03.03 1994 2 16.03 1994 0:1 Minotti 16, 0:2 Brolin 50 |
| Real Madryt – Paris Saint-Germain 0:1 i 1:1 1 03.03 1994 0:1 Weah 32 2 15.03 1994 1:0 Butragueño 20, 1:1 Ricardo 51 |

## 1/2 finału
| SL Benfica – AC Parma 2:1 i 0:1 1 29.03 1994 1:0 Isaias 7, 1:1 Zola 13, 2:1 Rui Costa 60 2 13.04 1994 0:1 Sensini 77 |
| Paris Saint-Germain – Arsenal F.C. 1:1 i 0:1 1 29.03 1994 0:1 Wright 35, 1:1 Ginola 49 2 12.04 1994 0:1 Campbell 7   |

## Finał
| 4 maja 1994 Kopenhaga Idrætsparken (33 765) Arsenal F.C. – AC Parma 1:0 (1:0) Sędzia: Vaclav Krondl (Czechy) Bramki: 1:0 Alan Smith 19 Żółte kartki: Tony Adams, Kevin Campbell, Ian Selley / Massimo Crippa, Faustino Asprilla Arsenal Football Club (trener George Graham): David Seaman – Lee Dixon, Nigel Winterburn, Paul Davis, Steve Bould, Tony Adams (kapitan), Kevin Campbell, Stephen Morrow, Alan Smith, Paul Merson (86 Eddie McGoldrick), Ian Selley Associazione Calcio Parma (trener Nevio Scala): Luca Bucci – Antonio Benarrivo, Alberto Di Chiara, Lorenzo Minotti (kapitan), Luigi Apolloni, Roberto Sensini, Tomas Brolin, Gabriele Pin (71 Alessandro Melli), Massimo Crippa, Gianfranco Zola, Faustino Asprilla |